# Rainer Kurt Sachs
Rainer Kurt Sachs (Frankfurt am Main, 13 de junho de 1932) é um radiobiólogo computacional e astrônomo estadunidense nascido na Alemanha.
Em trabalho conjunto com Arthur Michael Wolfe formulou o Efeito Sachs-Wolfe, relacionado a uma propriedade da radiação cósmica de fundo em micro-ondas.